# USS Arkansas (BB-33)
O USS Arkansas foi um couraçado operado pela Marinha dos Estados Unidos e a segunda e última embarcação da Classe Wyoming, depois do USS Wyoming. Sua construção começou em janeiro de 1910 nos estaleiros da New York Shipbuilding Corporation em Camden, Nova Jérsei, e lançado ao mar em janeiro de 1911, sendo comissionado na frota norte-americana em setembro do ano seguinte. Era armado com uma bateria principal composta por doze canhões de 305 milímetros montados em seis torres de artilharia duplas, tinha um deslocamento carregado de mais de 27 mil toneladas e conseguia alcançar uma velocidade máxima de mais de vinte nós (38 quilômetros por hora).
O Arkansas começou sua carreira servindo na Frota do Atlântico e ocupou-se de uma rotina normal de exercícios, com sua principal ação no período tendo sido sua participação na Ocupação de Veracruz em 1914 durante a Revolução Mexicana. Os Estados Unidos entraram na Primeira Guerra Mundial em 1917 e o navio foi para a Europa como parte da Divisão de Couraçados Nove, patrulhando o Mar do Norte com a Grande Frota britânica. Após a guerra voltou para a rotina de exercícios e também realizou cruzeiros de treinamento para aspirantes e viagens diplomáticas para portos estrangeiros. Durante este período passou por um grande processo de modernização entre 1925 e 1927.
O couraçado realizou patrulhas de neutralidade depois do início da Segunda Guerra Mundial em 1939 até a entrada dos Estados Unidos no conflito no final de 1941, depois disso passando a atuar na escolta de comboios pelo Oceano Atlântico. Em junho de 1944 deu suporte de artilharia para a invasão da Normandia e dois meses depois para a invasão do sul da França. Foi enviado em 1945 para a Guerra do Pacífico e bombardeou posição japoneses durante as batalhas de Iwo Jima e Okinawa. Após o fim da guerra transportou soldados norte-americanos de volta para casa e em seguida afundado em 25 de julho de 1946 como alvo durante o segundo teste nuclear da Operação Crossroads.